# Alojzy Budniok
Alojzy Budniok (ur. 21 czerwca 1886 w Gierałtowicach k. Wadowic, zm. 28 kwietnia 1942 w Katowicach) – działacz sportowy w Królewskiej Hucie (obecnie Chorzów) i Hajdukach Wielkich (obecnie Chorzów Batory, dzielnica Chorzowa).

## Życiorys
Ojciec, zapaśnik, członek Towarzystwa Gimnastycznego „Sokół”. Alojzy już jako nastolatek podnosił ciężary, grał w palanta oraz w piłkę nożną. W 1904 r. zorganizował w Katowicach podwórkową drużynę piłkarską „Concordia”. W 1905 r. został członkiem niemieckiego Klubu Sportowego „Diana” w Katowicach, w którym grała śląska młodzież z Katowic.
Działał na rzecz polskości Śląska. Według niektórych badaczy mógł być współzałożycielem pierwszego polskiego klubu piłki nożnej na Śląsku – Klubu Sportowego „Polonia”, który powstał w Hajdukach Wielkich (obecnie Chorzów Batory) lub Królewskiej Hucie (obecnie Chorzów). W 1920 r. założyciel klubów sportowych: KS „Pogoń Katowice, KS „Gwiazda” Bogucice i TS „Paderewski” Olesno.
Współzałożyciel Górnośląskiego Związku Towarzystw Sportowych, Górnośląskiego Związku Okręgowego Piłki Nożnej, Górnośląskiego Związku Ciężkiej Atletyki. Jako członek zarządu Górnośląskiego Związku Okręgowego Piłki Nożnej doprowadził do powstania okręgu królewskohuckiego oraz do rozgrywek mistrzowskich. Organizował kontakty klubów śląskich z organizacjami sportowymi II Rzeczypospolitej oraz z drużynami francuskich i angielskich jednostek wojskowych, stacjonujących na obszarach plebiscytowych.
Współredaktor wydawanego w Bytomiu, pierwszego na Śląsku, polskiego czasopisma sportowego „Sportowiec”.
Uczestnik wszystkich trzech powstań śląskich, był członkiem Polskiej Organizacji Wojskowej Górnego Śląska, walczył w II pułku powstańczym. Po zakończeniu III powstania śląskiego został referentem w komórce sportu przy Wydziale Zdrowia Naczelnej Rady Ludowej. Działacz Związku Byłych Powstańców. Do 1923 prezes Górnośląskiego Związku Piłki Nożnej, naczelnik Górnośląskiego Związku Ciężkiej Atletyki.
W 1923 roku doprowadził do połączenia Klubu Sportowego „Ruch” Wielkie Hajduki z Bismarckhutter Ball Verein. W 1925 kapitan związkowy regionalnej centrali piłkarskiej w woj. śląskim. Działacz Polskiego Związku Zachodniego; także Izby Rzemieślniczej.
Po wybuchu II wojny światowej ukrywał się przed hitlerowcami w mieszkaniu Pawła Lubiny, działacza Klubu Sportowego KS „Diana” Katowice. Tam zmarł 28 kwietnia 1942. Pochowany na Cmentarzu Parafii św. Piotra i Pawła przy ul. Sienkiewicza w Katowicach.

## Ordery i odznaczenia
- Srebrny Krzyż Zasługi (19 marca 1931)[1]

## Upamiętnienie
- Jedną z ulic Katowic nazwano jego imieniem.
- Park Alojzego Budnioka w Katowicach